# Tachydromia lilaniensis
Tachydromia lilaniensis är en tvåvingeart som beskrevs av Smith 1969. Tachydromia lilaniensis ingår i släktet Tachydromia och familjen puckeldansflugor. Inga underarter finns listade i Catalogue of Life.